# 红白忍冬
红白忍冬（学名：Lonicera japonica var. chinensis）为忍冬科忍冬属下的一个变种。

## 扩展阅读
- 維基物種上的相關：红白忍冬